# شربين (الهرمل)
شربين، هي قرية لبنانية من قرى قضاء الهرمل في محافظة بعلبك الهرمل.